# フォルチェ
フォルチェ（伊: Force）は、イタリア共和国マルケ州アスコリ・ピチェーノ県にある、人口約1,100人の基礎自治体（コムーネ）。

## 地理

### 位置・広がり
アスコリ・ピチェーノ県のコムーネ。県都アスコリ・ピチェーノから北北西へ14kmの距離にある。

#### 隣接コムーネ
隣接するコムーネは以下の通り。括弧内のFMはフェルモ県所属を示す。
- コムナンツァ
- モンテファルコーネ・アッペンニーノ (FM)
- モンテルパロ (FM)
- パルミアーノ
- ロテッラ
- サンタ・ヴィットーリア・イン・マテナーノ (FM)
- ヴェナロッタ

### 気候分類・地震分類
フォルチェにおけるイタリアの気候分類 (it) および度日は、zona E, 2446 GGである。
また、イタリアの地震リスク階級 (it) では、zona 2 (sismicità media) に分類される。

## 行政

### 分離集落
フォルチェには、以下の分離集落（フラツィオーネ）がある。
- Montecchio, Montemoro, Quinzano